# Евстратий Печерский
Евстра́тий Пече́рский (Евстратий Постник; ?, Киев — 28 марта (10 апреля) 1097, Херсонес, Византийская империя) — святой Русской православной церкви, преподобномученик. Память Евстратия Печерского отмечается 28 марта (10 апреля).
Согласно житию («Слово о блаженном Евстратии-постнике»), весной 1097 года в Херсонесе еврейский купец купил у половцев группу захваченных ими близ Киева пленников, среди которых был монах Киево-Печерской лавры Евстратий Постник, который вскоре умер в плену (согласно житию — убит хозяином за нежелание отказаться от Христа). Итогом этого события стали казнь главы города и купца, а также изгнание из города всех еврейских торговцев и конфискация их имущества. Церковь причислила Евстратия к лику святых. Он считается одним из «умученных на Пасху жидами».
Оценки гибели Евстратия вызывают разногласия как в религиозной, так и в научной среде в связи с явной антииудейской позицией жития святого. Ряд исследователей считает, что житие отражает кровавый навет на евреев.

## Житие

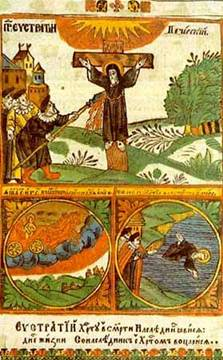
Сцены жития Евстратия (мастер Илия, ксилография из издания «Патерик, или Отечник, Печерский», 1661 год)

Согласно житию святого в составе Киево-Печерского патерика, Евстратий происходил из богатого киевского рода. Раздав всё имущество бедным, он постригся в монахи Киево-Печерского монастыря (около 1076 года) и поступил к Антонию. Там он за воздержание, воспитанное им ещё с молодости, получил прозвище Постника. В 1096 году на Киев совершили набег половцы во главе с ханом Боняком и, захватив монастырь, продали Евстратия херсонесскому купцу-иудею вместе с другими пленниками — 30 монастырскими рабочими и 20 другими киевлянами.
Согласно житию, хозяин путём жестокого обращения пытался заставить рабов отречься от Христа. Однако Евстратий убеждал остальных не принимать еды и питья от иноверцев и не поддаваться на уговоры: «Не будьте, братия, отступниками от веры; через смерть мы получим жизнь вечную». После отказа хозяин подверг рабов пытке голодом, и все они, кроме Евстратия, который имел богатый опыт постничества, умерли в течение десяти дней. Евстратий же прожил без воды и пищи 14 дней.
Тогда хозяин распял Евстратия на кресте в день иудейской пасхи, а затем убил, проткнув копьём. Перед этим Евстратий, благодаривший Бога за такую смерть, был подвержен издевательствам со стороны евреев, на что ответил: «Придёт на вас отомщение за кровь мою и за кровь замученных вами христиан». По церковной традиции считается, что Евстратий умер 28 марта 1097 года.
Согласно житию, тело Евстратия бросили в море, откуда оно было извлечено и похоронено в Ближних пещерах Киево-Печерской лавры, где мощи святого лежат и в настоящее время. Частицы его мощей хранятся в храме преподобномученика Евстратия Печерского в Терновке (Крым).
Смерть Евстратия, по-видимому, известного в городе человека, а также большого числа других людей, вызвала волнение среди населения. Эпарх Херсонеса (крещёный иудей) был казнён по указу императора вместе с купцом, купившим монаха. Историк Джошуа Старр пишет, что казнены были также руководители еврейской общины. Итогом этого события стало изгнание из города всех еврейских торговцев и конфискация их имущества.

## Историография

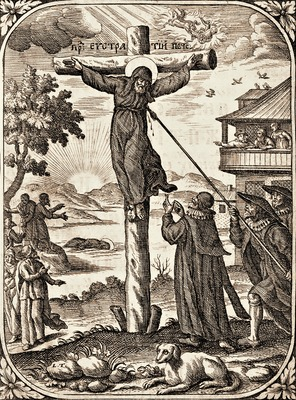
Прмч. Евстратий Киево-Печерский, гравюра Леонтия Тарасевича, Киев, декабрь 1702. Л. 221 (РГБ)

Академик Г. Г. Литаврин полагал, что составитель патерика опирался на два письменных источника: древнерусский о событиях в Киеве и греческий — о событиях в Херсонесе. Источник, по мнению учёного, «свидетельствует о традиционных симпатиях крымских греков — подданных Византии — к своим русским единоверцам». Именно греки-херсониты выступили инициаторами приобщения Евстратия к лику святых. Историк В. Я. Петрухин также относит этот сюжет к византийско-херсонесской традиции, поскольку с Русью в нём связан только сам зачин — пленение Евстратия.
Н. М. Богданова делает следующие выводы из содержания легенды:
- Еврейские купцы приезжали в Херсонес за невольниками и зимовали там в ожидании открытия навигации.
- Согласно источнику, который может быть тенденциозным в данном вопросе, еврейские купцы монополизировали такую торговлю.
- «Слово» осуждает не саму работорговлю, а продажу христиан иноверцам.

С первым и третьим выводами согласен также Литаврин.
Как указывает киевский исследователь А. Е. Бартош, византийским евреям запрещалось владеть рабами-христианами, но на практике этот закон часто не выполнялся, особенно в отдалённых провинциях. Оспаривая утверждение Бартоша, историк античного и средневекового Крыма к. и. н. Илья Сергеев утверждает, что «корсуньский епарх действительно разрешил соплеменникам покупать христиан и обращать их в рабство». Сергеев, отмечая, что православная Византия того времени была гигантским рынком потребления славянских рабов, считает, что иудейский торговец пытался достичь равенства в своём социуме. По его оценке, расправа с иудейскими торговцами была «зачисткой» рабовладельческого рынка Корсуни от конкурентов и способом пополнения императорской казны.
Житийную легенду о казни Евстратия иудеем ряд учёных рассматривает как первый случай кровавого навета на евреев на Руси. Филолог А. А. Панченко и историк В. Я. Петрухин отмечают параллели между легендами о Евстратии и Вильяме Норвичском. Вильям был христианским мальчиком, убитым в Англии 1144 года. После его гибели появился слух, что он был убит евреями с ритуальной целью. Длительное время Вильям почитался в качестве местночтимого святого. Учёные связывают эти две легенды, возникшие в одно время на противоположных полюсах христианского мира, с религиозными настроениями периода первых крестовых походов с их акцентом на распятии Христа и антиеврейской идеологией. Петрухин считает, что еврейский погром в Киеве в 1113 году был следствием подобных наветов.
В конце XX века выдвигались предложения о деканонизации Евстратия в связи с явной антииудейской позицией его жития, вероятно, содержащего кровавый навет. Попытки эти предпринимались как представителями еврейских общин и еврейскими религиозными деятелями, так и христианами. Православный священник-экуменист Александр Мень выступал за деканонизацию святого, о чём он писал во многих статьях. В интервью, данном журналу «Евреи в СССР», Мень высказался за деканонизацию русских православных святых преподобного Евстратия Печерского и мученика Гавриила Белостокского, а также за пересмотр православных богослужебных текстов с целью изъятия из них «выпадов» против евреев.